# Південна Корея
Респу́бліка Коре́я, також знана як Півде́нна Коре́я — країна у Східній Азії, розташована у південній частині Корейського півострова і межує на півночі з Північною Кореєю. На сході омивається Східним морем (Японським морем), на заході — Жовтим, на півдні — Східнокитайським морем. Володіє декількома десятками островів, найбільші з яких — Чеджу, Кодже і Чиндо. Розташована в помірному поясі на переважно гірській місцевості.
Населення становить 52,081 мільйона осіб. Столиця, Сеул — важливе світове місто, в районі якого проживає половина населення Південної Кореї, що робить його 4-ю за величиною міською агломерацією у світі. Інші великі міста країни це Пусан, Тегу та Інчхон.
Назва «Корея» походить від Коґурьо, яка свого часу була однією з великих держав у Східній Азії, і панувала за правлінням Кванґетхо над більшою частиною Корейського півострова, Маньчжурії, частинами Далекого Сходу Росії та Внутрішньої Монголії. Після об’єднання Трьох королівств Кореї наприкінці 7 століття Кореєю правили династії Корьо (918–1392) і династії Чосон (1392–1897). В 1910 році країна була приєднана до Японської імперії, але після капітуляції Японії в Другій світовій війні, Корея була розділена на дві зони: північну зону, яка була окупована Радянським Союзом, і південну зону, яку окупували Сполучені Штати. В серпні 1948 року південна зона стала Республікою Корея.
У 1950 році вторгнення Північної Кореї поклало початок Корейській війні, яка закінчилася в 1953 році та призвела до загибелі 3 мільйонів корейців та руйнування економіки країни. З 1963 року спустошена економіка Південної Кореї почала різко зростати, зафіксувавши одне з найшвидших зростань середнього ВВП на душу населення. Незважаючи на брак природних ресурсів, країна швидко розвинулася, щоб стати одним із чотирьох азіатських тигрів на основі міжнародної торгівлі та економічної глобалізації.  
Зараз країна вважається однією з найрозвиненіших демократій у континентальній та Східній Азії, має унітарну президентську республіку, займає дванадцяте місце у світі за номінальним ВВП і чотирнадцяте за розміром ВВП, скоригованого на ПКС, її громадяни користуються одним із найшвидших у світі Інтернет-з’єднань (топ-30 у світі) і найгустішою високошвидкісною залізничною мережею, має дев'яту за чисельністю постійну армію у світі (станом на 2024 рік). У 21 столітті Південна Корея всесвітньо відома своєю поп-культурою. Вона є членом Комітету сприяння розвитку ОЕСР, G20 та Паризького клубу.

## Походження назви
Корейською мовою Республіка Корея називається Теханмінґук (кор. 대한민국, 大韓民國). Частіше використовується скорочення повної назви — Ханґук (кор. 한국, 韓國), в іншому випадку Техан (кор. 대한, 大韓). Іноді також Намхан (кор. 남한, 南韓), що значить «Південний Хан», протилежно Пукхан (кор. 북한, 北韓), «Північний Хан» для Північної Кореї.
Слово «Хан» належить до древнього племінного союзу Самхан, яке знаходилось на території Корейського півострова. Слово «Корея» походить від назви держави Корьо, яка існувала на півострові у 918—1392 роках. Своєю чергою, назва Корьо являється скороченою назвою від Коґурьо (кор. 고구려, 高句麗).

## Географія
Південна Корея займає південну частину Корейського півострова. Омивається Жовтим морем на заході та Японським морем на сході.Межа між Корейським півостровом та Японськими островами проходить по Корейській протоці. Країна, включаючи всі її острови, лежить між  33° і 39° північної широти та 124° і 130° східної довготи. Загальна площа країни становить 100 410 км2. 
Біля західного та південного узбережжя Південної Кореї розташовано близько 3000 островів, переважно невеликих і безлюдних. За 100 кілометрів від південного узбережжя країни розташовано острів Чеджу ― найбільший острів країни, площа якого становить 1845 км2. На ньому розташована найвища вершина Південної Кореї ― згаслий вулкан Халласан, що має висоту 1950 метрів над рівнем моря. До найсхідніших островів Південної Кореї входять Уллиндо та Ліанкурові скелі (Токто/Такешіма), тоді як Марадо та Сокотровські скелі є найпівденнішими островами.
Відносно рельєфу Південна Корея має чотири загальні регіони: східний регіон високих гірських хребтів і вузьких прибережних рівнин; західний регіон широких прибережних рівнин; південно-західний район гір і гірських долин; південно-східний регіон, де домінує широка річкова долина Нактон. Низовини складають 30% загальної площі суші. На сході країни розташовано частина гірського масиву  Корейського півострова Пектудеган. На території країни він має гори Тхебек (найвища точка 1708 м) та відгалуження від них гірський хребет Собек (найвища точка 1915 м).
Річки, які впадають у Японське море, в основному короткі та гірські. Найважливіші річки Південної Кореї, річка Хан, річка Гим і річка Нактонган, беруть свій початок у горах Тхебек та течуть на захід у Жовте море. Річка Нактонган — найдовша річка Південної Кореї, а річка Хан має найбільшу площу річкового басейну в країні.
Клімат Кореї помірний, мусонний, на півдні — субтропічний. Взимку погода холодна і суха, влітку — спекотна і дощова. Вплив  мусону приходиться на кінець червня  ―  кінець липня. Південне узбережжя піддається пізнім літнім тайфунам, які приносять сильні вітри, проливні дощі та іноді повені. Середня річна кількість опадів коливається від 1370 міліметрів у Сеулі до 1470 міліметрів у Пусані.
Південна Корея розташована в зоні широколистяних та змішаних лісів, вічнозелених лісів субтропіків. Ліси займають площу 63,9%.          
Південна Корея видобуває вугілля, вольфрам, графіт, молібден, свинець і має потенціал для гідроенергетики.          
У Південній Кореї є 22 національних парків, найбільший та найпопулярнішим є Національний парк Чірісан.

## Історія
Новітня історія: оголошена республікою у 1948 році, у 1950 році напала Північна Корея, війна тривала до 1953 року. У 1961 і 1980 роках сталися військові перевороти, до 1987 року тривали студентські заворушення за встановлення більш демократичного режиму правління. Підписано акт про ненапад із Північною Кореєю у 1991 році. У 1992 році увійшла до ООН. Підписано пакт із Північною Кореєю про взаємні інспекції ядерних об'єктів в 1992 році.
Історія Південної Кореї починається з радянсько-американської угоди в кінці літа 1945 року про розподіл сфер впливу на півострові. За цим договором частина Кореї на південь від 38 паралелі переходила під юрисдикцію США, північна ж — під юрисдикцію Радянського Союзу.
За Конституцією Республіки Корея, Тимчасовий уряд Республіки Корея в вигнанні під час японської окупації вважається законним урядом країни в період між 1919—1948 рр. 
В історії країни чергувалися періоди переходу від демократичного до авторитарного управління. Цивільний уряд у країні пронумерований від Першої Республіки Лі Синмана до нинішньої Шостої Республіки. Перша Республіка, демократична на початку, ставала все більш автократичною аж до 1960 року. Друга Республіка ґрунтувалася на демократичних принципах, але була повалена менш ніж за рік військовими. Третя, Четверта та П'ята Республіки, які номінально вважалися демократичними, проте теоретично вони були продовженням військового режиму. Зі встановленням Шостої Республіки керівництво країни знову повернулося до демократичного шляху розвитку.
У 1960-х роках країна вважалася однією із найбідніших у регіоні, тоді як зараз є однією з провідних держав Світу. Починаючи з 1990-х років корейська популярна музика, телевізійні серіали та кінематограф стають все більш популярними в інших країнах Світу, особливо в Південно-Східній Азії. На сьогодні Республіка Корея один із лідерів у Світі з виробництва електроніки.

## Політична система

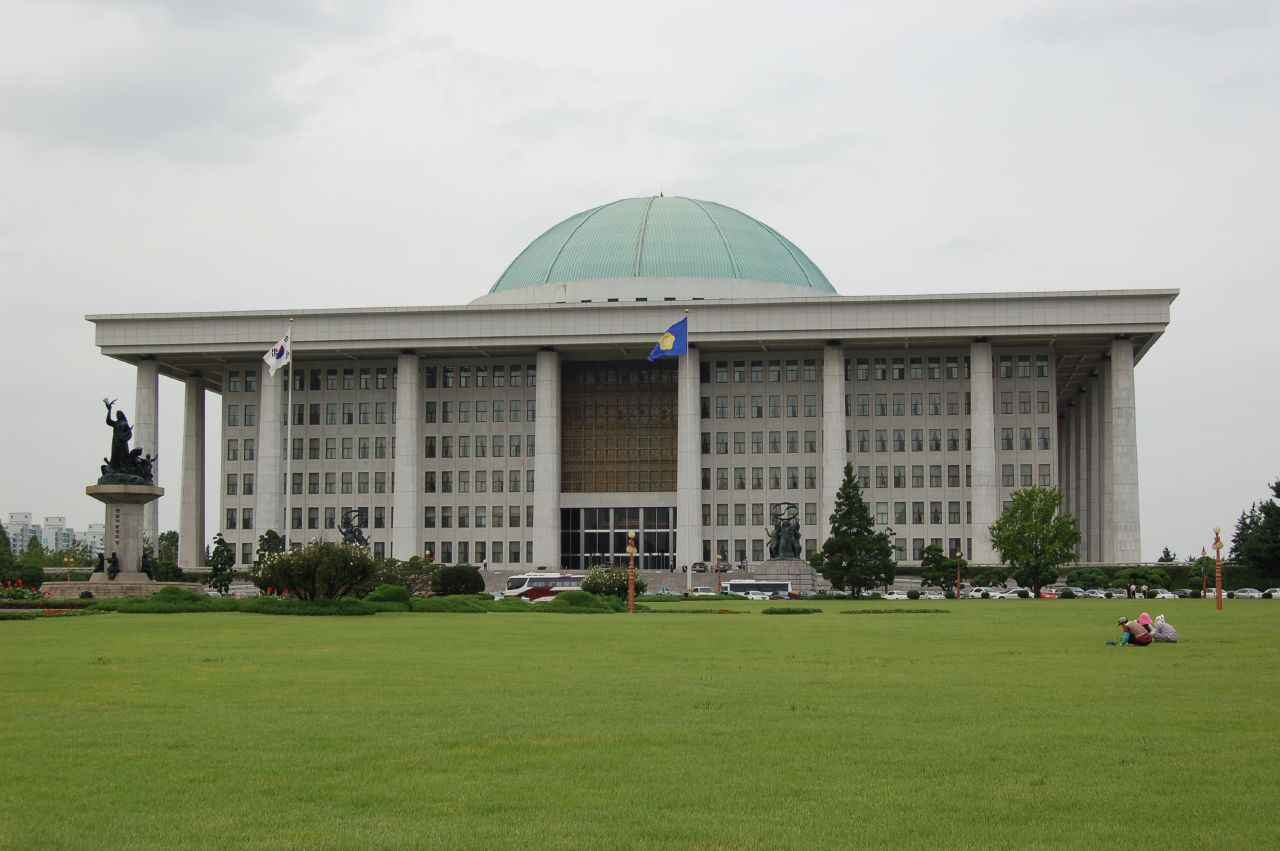
Будинок Парламенту

Республіка Корея має демократичну форму правління, яка заснована на принципі розділення законодавчої, виконавчої та судової влади при їх взаємозалежності та взаємообмеженні. Носієм суверенітету і єдиним джерелом влади є народ. Конституція гарантує основні права народу на свободу, соціальне забезпечення та участь в управлінні державою. З метою максимального захисту прав і свобод громадян Конституція також передбачає самостійність трьох гілок державної влади — виконавчої, законодавчої та судової.
Головою виконавчої влади є президент Республіки, обраний народом. Всім громадянам гарантується особиста свобода, а також свобода слова, друку, зборів і об'єднань. Конституція сприяє встановленню атмосфери національної єдності та гармонії й має за мету досягти об'єднання Південної та Північної Кореї. Вона також поважає міжнародні зобов'язання, договори та загальновизнані норми міжнародного права. Конституція передбачає дотримання принципу вільної конкуренції під час президентських виборів і обмежує перебування президента при владі одноразовим п'ятирічним терміном.
Конституція гарантує громадянам рівність перед законом незалежно від їх статі, віросповідання або соціального статусу, їх особисту недоторканність і захист у разі необґрунтованого арешту, а також свободу у виборі місця проживання. Визнає економічні права, зокрема право на приватну власність, право на працю та обов'язок трудитися, свободу вибору професії та право на укладення колективного договору. У Конституції чітко визначається право на прагнення до щастя, на отримання оптимальної заробітної плати, справедливих компенсацій і право на захист приватного життя.

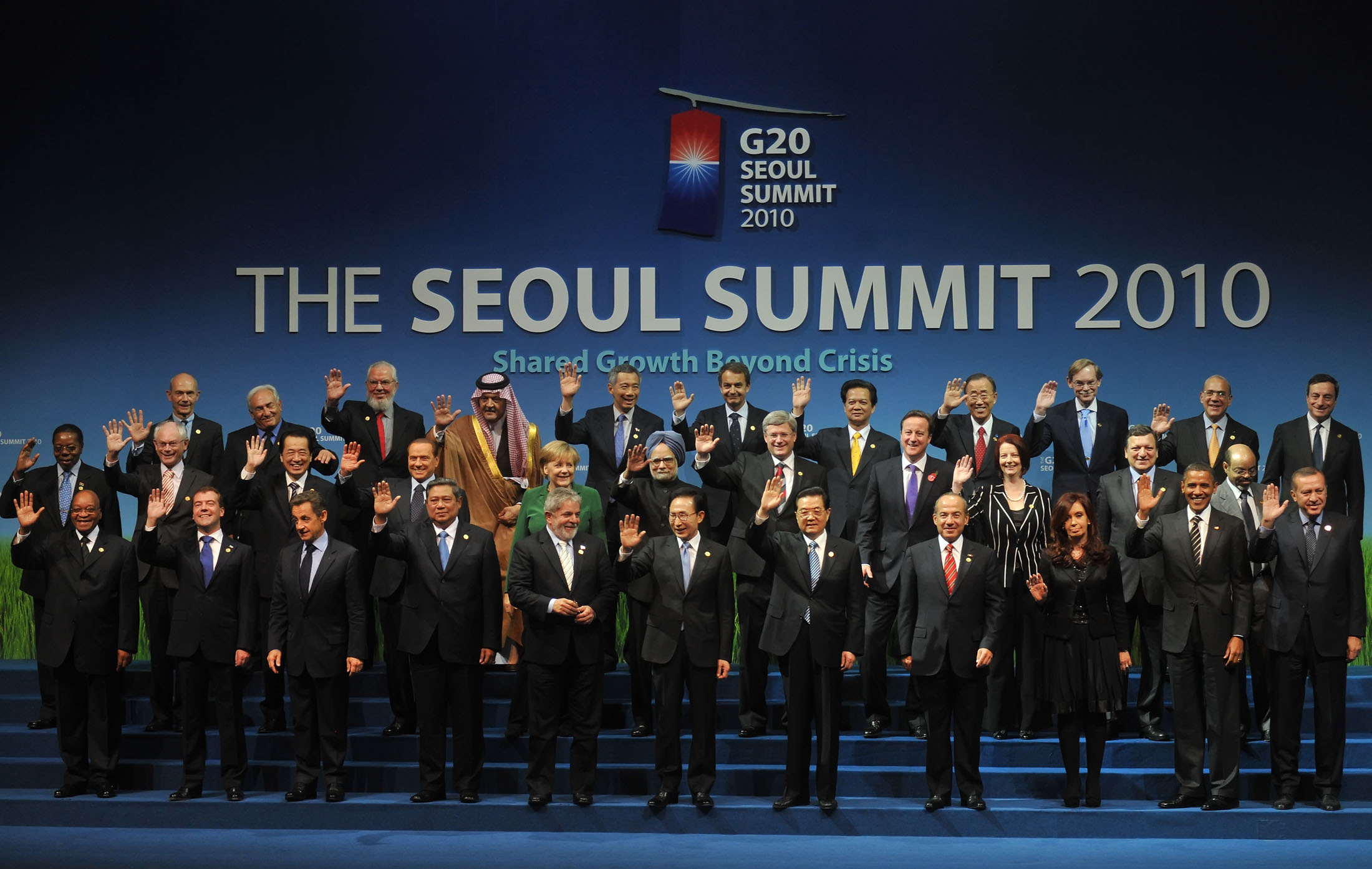
Саміт G-20 у Сеулі (2010)

Конституція Республіки Корея була вперше прийнята Національною асамблеєю 12 липня та оприлюднена 17 липня 1948 року. 31 травня 1948 р. на першому засіданні Національних зборів, які відбулися після загальних виборів, проведених 10 травня під спостереженням ООН, було затверджено офіційну назву країни — Техан Мінгук (Республіка Корея). Після обговорення проєкту Конституції вона була прийнята та оприлюднена. Потім відбулися вибори президента країни та на основі принципів ліберальної демократії було сформовано уряд. 15 серпня того ж року було заявлено про утворення Республіки Корея.
Законодавчу владу здійснює Національна асамблея у складі 300 членів, з яких 253 обираються населенням шляхом загального прямого і таємного голосування, а 47 призначаються від політичних партій, які набрали не менше 5 відсотків голосів від політичних партій пропорційно кількості місць, отриманих у результаті виборів. Національна асамблея складається з однієї палати. Строк повноважень Національних зборів — 4 роки. Строк повноважень спікера — 2 роки.
Виконавчу владу здійснює президент і уряд (Державна рада) на чолі з прем'єр-міністром, який призначається після президентських виборів, а не парламентських.

### Міжнародні організації
Південна Корея — член ООН, АТЕС (форум Азійсько-Тихоокеанського економічного співробітництва), Азійського банку розвитку, ЄБРР, Групи-77, Світового банку, Міжнародного валютного фонду, Інтерполу, ОБСЄ (партнер), ЮНЕСКО, Світової організації торгівлі, Організації економічного співробітництва і розвитку.

## Адміністративний поділ
| Карта | Код   | Назва                                | Хангиль             | Ханча               |
| --- | ----- | ------------------------------------ | ------------------- | ------------------- |
| Канвон Сеул Інчхон Кьонгі Чхунчхон-Південь Чхунчхон-Північ Седжон Теджон Кьонпук Чолла-Північ Тегу Ульсан Пусан Кьоннам Кванджу Чолла-Південь Чеджу | KR-11 | Сеул (місто з особливим статусом)    | кор. 서울특별시     | кор. 서울特別市     |
| Канвон Сеул Інчхон Кьонгі Чхунчхон-Південь Чхунчхон-Північ Седжон Теджон Кьонпук Чолла-Північ Тегу Ульсан Пусан Кьоннам Кванджу Чолла-Південь Чеджу | KR-26 | Пусан (метрополійне місто)           | кор. 부산광역시     | кор. 釜山廣域市     |
| Канвон Сеул Інчхон Кьонгі Чхунчхон-Південь Чхунчхон-Північ Седжон Теджон Кьонпук Чолла-Північ Тегу Ульсан Пусан Кьоннам Кванджу Чолла-Південь Чеджу | KR-27 | Тегу (метрополійне місто)            | кор. 대구광역시     | кор. 大邱廣域市     |
| Канвон Сеул Інчхон Кьонгі Чхунчхон-Південь Чхунчхон-Північ Седжон Теджон Кьонпук Чолла-Північ Тегу Ульсан Пусан Кьоннам Кванджу Чолла-Південь Чеджу | KR-28 | Інчхон (метрополійне місто)          | кор. 인천광역시     | кор. 仁川廣域市     |
| Канвон Сеул Інчхон Кьонгі Чхунчхон-Південь Чхунчхон-Північ Седжон Теджон Кьонпук Чолла-Північ Тегу Ульсан Пусан Кьоннам Кванджу Чолла-Південь Чеджу | KR-29 | Кванджу (метрополійне місто)         | кор. 광주광역시     | кор. 光州廣域市     |
| Канвон Сеул Інчхон Кьонгі Чхунчхон-Південь Чхунчхон-Північ Седжон Теджон Кьонпук Чолла-Північ Тегу Ульсан Пусан Кьоннам Кванджу Чолла-Південь Чеджу | KR-30 | Теджон (метрополійне місто)          | кор. 대전광역시     | кор. 大田廣域市     |
| Канвон Сеул Інчхон Кьонгі Чхунчхон-Південь Чхунчхон-Північ Седжон Теджон Кьонпук Чолла-Північ Тегу Ульсан Пусан Кьоннам Кванджу Чолла-Південь Чеджу | KR-31 | Ульсан (метрополійне місто)          | кор. 울산광역시     | кор. 蔚山廣域市     |
| Канвон Сеул Інчхон Кьонгі Чхунчхон-Південь Чхунчхон-Північ Седжон Теджон Кьонпук Чолла-Північ Тегу Ульсан Пусан Кьоннам Кванджу Чолла-Південь Чеджу | KR-50 | Седжон (особливе автономне місто)    | кор. 세종특별자치시 | кор. 世宗特別自治市 |
| Канвон Сеул Інчхон Кьонгі Чхунчхон-Південь Чхунчхон-Північ Седжон Теджон Кьонпук Чолла-Північ Тегу Ульсан Пусан Кьоннам Кванджу Чолла-Південь Чеджу | KR-41 | Кьонгі                               | кор. 경기도         | кор. 京畿道         |
| Канвон Сеул Інчхон Кьонгі Чхунчхон-Південь Чхунчхон-Північ Седжон Теджон Кьонпук Чолла-Північ Тегу Ульсан Пусан Кьоннам Кванджу Чолла-Південь Чеджу | KR-42 | Канвон                               | кор. 강원도         | кор. 江原道         |
| Канвон Сеул Інчхон Кьонгі Чхунчхон-Південь Чхунчхон-Північ Седжон Теджон Кьонпук Чолла-Північ Тегу Ульсан Пусан Кьоннам Кванджу Чолла-Південь Чеджу | KR-43 | Північний Чхунчхон                   | кор. 충청북도       | кор. 忠淸北道       |
| Канвон Сеул Інчхон Кьонгі Чхунчхон-Південь Чхунчхон-Північ Седжон Теджон Кьонпук Чолла-Північ Тегу Ульсан Пусан Кьоннам Кванджу Чолла-Південь Чеджу | KR-44 | Південний Чхунчхон                   | кор. 충청남도       | кор. 忠淸南道       |
| Канвон Сеул Інчхон Кьонгі Чхунчхон-Південь Чхунчхон-Північ Седжон Теджон Кьонпук Чолла-Північ Тегу Ульсан Пусан Кьоннам Кванджу Чолла-Південь Чеджу | KR-45 | Північна Чолла                       | кор. 전라북도       | кор. 全羅北道       |
| Канвон Сеул Інчхон Кьонгі Чхунчхон-Південь Чхунчхон-Північ Седжон Теджон Кьонпук Чолла-Північ Тегу Ульсан Пусан Кьоннам Кванджу Чолла-Південь Чеджу | KR-46 | Південна Чолла                       | кор. 전라남도       | кор. 全羅南道       |
| Канвон Сеул Інчхон Кьонгі Чхунчхон-Південь Чхунчхон-Північ Седжон Теджон Кьонпук Чолла-Північ Тегу Ульсан Пусан Кьоннам Кванджу Чолла-Південь Чеджу | KR-47 | Північний Кьонсан                    | кор. 경상북도       | кор. 慶尙北道       |
| Канвон Сеул Інчхон Кьонгі Чхунчхон-Південь Чхунчхон-Північ Седжон Теджон Кьонпук Чолла-Північ Тегу Ульсан Пусан Кьоннам Кванджу Чолла-Південь Чеджу | KR-48 | Південний Кьонсан                    | кор. 경상남도       | кор. 慶尙南道       |
| Канвон Сеул Інчхон Кьонгі Чхунчхон-Південь Чхунчхон-Північ Седжон Теджон Кьонпук Чолла-Північ Тегу Ульсан Пусан Кьоннам Кванджу Чолла-Південь Чеджу | KR-49 | Чеджу (особлива автономна провінція) | кор. 제주특별자치도 | кор. 濟州特別自治道 |

## Збройні сили Республіки Корея
Невирішена напруга з Північною Кореєю (КНДР) спонукала Південну Корею виділяти 2,6% свого ВВП і 13,2% усіх державних витрат на військові потреби (частка уряду у ВВП: 14,967%), а також підтримувати обов’язковий призов для чоловіків. В результаті Збройні сили Республіки Корея є одними з найбільших і найпотужніших постійних збройних сил у світі, маючи чисельність особового складу 3 600 000 осіб у 2024 році (500 000 активних військовослужбовців і 3 100 000 резервістів).
Південнокорейські військові складаються з Армії (сухопутні війська), Військово-морських сил, Повітряних сил, Морської піхоти та резервних сил. Значна частина цих військ зосереджена поблизу Корейської демілітаризованої зони. Всі чоловіки в Південній Кореї конституційно зобов’язані проходити військову службу, яка зазвичай триває 18 місяців. Крім того, Корейська допоміжна служба в армії США є підрозділом Армії Республіки Корея, що складається з корейських солдатів, які проходять службу у Восьмій армії США. У 2010 році Південна Корея витратила ₩1,68 трильйона за угодою про розподіл витрат із США для бюджетної підтримки американських військ у Кореї, окрім ₩29,6 трильйона, виділеного на власні збройні сили.
Південна Корея має потужний військово-промисловий комплекс і є однією з провідних держав з розробки та виробництва зброї. Країна виробляє такі військові технології, як танки K2 Black Panther, САУ K9 Thunder, легкі навчально-бойові/багатоцільові винищувачі T-50/FA-50 есмінці типу «Король Седжон», універсальні десантні кораблі типу «Токто», балістичні та крилаті ракети Hyunmoo, а також балістичні ракети проміжної дальності (дальність до 3000 км) Hyunmoo-5. За даними Стокгольмського міжнародного інституту досліджень проблем миру, Південна Корея входить у десятку лідерів з експорту озброєння і займає десяте місце в світі з експорту озброєння (2,2% від загального світового ринку).
Час від часу Південна Корея направляла свої війська за кордон для допомоги американським силам. Вона брала участь у більшості великих конфліктів, у яких США були задіяні протягом останніх 50 років. Південна Корея направила 325 517 військових для участі у В’єтнамській війні, при цьому на піку перебувало 50 000 солдатів. У 2004 році Південна Корея відправила 3 300 військових зі складу дивізії Зайтун для допомоги у відновленні Північного Іраку, ставши третьою за чисельністю країною в коаліційних силах після США та Великої Британії. Починаючи з 2001 року, Південна Корея розгорнула 24 000 військових на Близькому Сході в рамках війни проти тероризму.
Право на відмову від військової служби за переконаннями не визнавалося в Південній Кореї до останнього часу. До запровадження права на альтернативну службу понад 400 чоловіків у будь-який момент могли бути ув’язнені за відмову від військової служби з політичних або релігійних причин. 28 червня 2018 року Конституційний суд Південної Кореї визнав Закон про військову службу неконституційним і зобов’язав уряд передбачити цивільні форми військової служби для осіб, які відмовляються служити за переконаннями. 1 листопада 2018 року Верховний суд Південної Кореї легалізував відмову від військової служби на підставі переконань.

### Контингент Сполучених Штатів
У Південній Кореї присутній значний військовий контингент Сполучених Штатів. Приблизно 28 500 американських військовослужбовців дислокуються в Південній Кореї, більшість із них проходять однорічну службу без супроводу родини. Американські війська, що складаються переважно з наземних і повітряних підрозділів, входять до складу Збройних сил США в Кореї та здебільшого підпорядковуються Восьмій армії, Сьомій повітряній армії і Військово-морським силам США в Кореї. Вони дислокуються на базах в Осані, Кунсані, Йонсані, Донгдучхоні, Сунбукку, Кемп-Хамфріс і Тегу, а також у Кемп-Боніфас у спільній зоні безпеки.
Повністю функціональне Командування ООН очолює всю військову ієрархію в Південній Кореї, включаючи війська США та всі збройні сили Південної Кореї. У разі раптової ескалації війни між Північною та Південною Кореєю саме Сполучені Штати взяли б під свій контроль південнокорейські збройні сили у всіх військових та парамілітарних операціях. Протягом тривалого часу між США та Південною Кореєю існує домовленість про те, що в майбутньому Південна Корея повинна взяти на себе провідну роль у власній обороні. Однак цей перехід до південнокорейського командування відбувається повільно та неодноразово відкладався, хоча наразі його заплановано на 2020-ті роки.

## Демографія
Хоча різні азійські народи й мігрували Корейським півостровом у минулі століття, втім дуже мало їх представників залишилися на цій території. Відтак Південна Корея і Північна Корея до 1990 р. залишались у числі найбільш етнічно однорідних націй світу.
На момент 1960 р. чисельність населення Південної Кореї складала 25 мільйонів, на 2008 рік — близько 49. Більшість жителів проживають у міських районах, чому передувала активна міграція з сільської місцевості під час швидкого економічного зростання країни у 70—90-х роках XX ст..

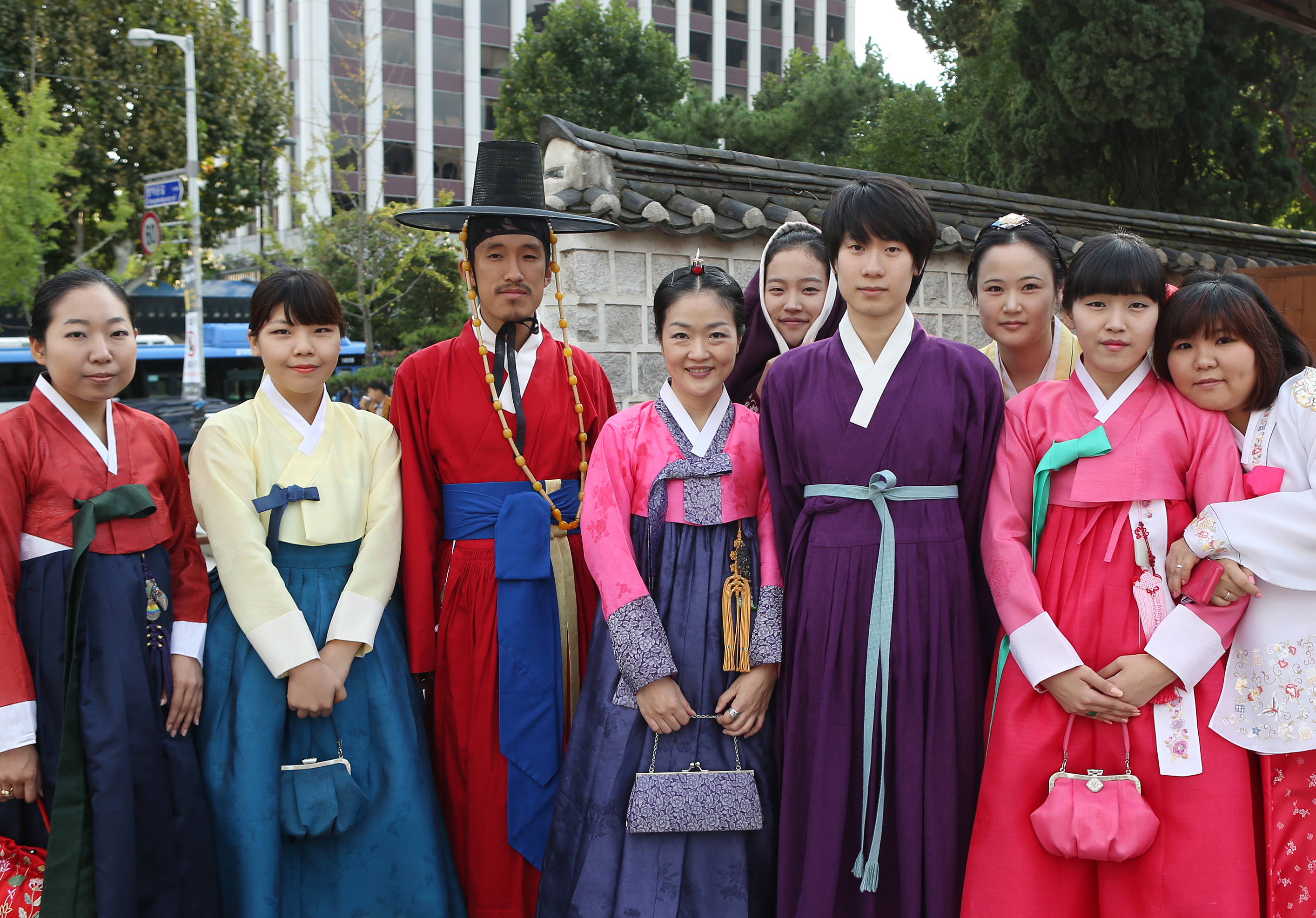
Корейці в традиційному вбранні

Корейці, як правило, ототожнюють національність або громадянство існуванням особи в єдиній, однорідній етнічній групі або расі (кор. «minjok»). Спільна мова і культура також розглядаються як важливі елементи корейської суспільної самобутності, ідея багаторасових і багатонаціональних країн, як-от Сполучені Штати Америки або Індія, дивує багатьох корейців та суперечливо сприймається суспільством у цілому. Тому загальні демографічні показники в Південній Кореї такі (дані подано станом на 2007 рік):
- Вікова структура: 10—14 років — 18,3 % (4714103 чоловіків та 4262873 жінок), 15—64 років — 72,1 % (18 004 719 чоловіків та 17 346 594 жінок), 65 років і старші — 9,6 % (18 004 719 чоловіків та 17 346 594 жінок);
- Темпи росту населення — 0,578 %;
- Народжуваність — 9,38 новонароджених на 1000 осіб населення;
- Смертність — 5,94 смертей на 1000 осіб населення;
- Співвідношення статей: при народженні — 1,13 хлопчика / 1 дівчинка, у віці до 15 років: 1,12 хлопчика / 1 дівчинка, у віці 65 років і старше: 0,63 чоловіка / 1 жінка, сумарний показник — 1,01 чоловіка / 1 жінка;
- Коефіцієнт дитячої смертності — 6,05 смертей на 1000 новонароджених;
- Очікувана тривалість життя: загальна — 79,05 років, для чоловіків — 75,7 років, для жінок — 82,4 років;
- Загальний коефіцієнт народжуваності — 1,25 новонароджених припадає на одну жінку;
- Урбанізація — 65,4 % від загальної чисельності населення (станом на 1985 рік), за останні 20 років урбанізація зросла ще на 8 %.

### Етнічний склад Південної Кореї
Південна Корея є однорідним суспільством із 98 % жителів, що ототожнюють себе з корейською національністю. Однак відсоток мешканців не корейської національності поступово збільшується. Корейці вважають себе нащадками алтайських племен або прото-алтайських племен, споріднюючи таким чином себе з монголами, тунгусами і тюрками. Підтвердженням тому є археологічні дані, що свідчать про міграцію племен на Корейський півострів із південного і центрального Сибіру, які й заселили стародавню Корею починаючи від неоліту до бронзової доби.
Попри невеликі розміри, частка не корейців поступово збільшується, але незначними темпами, водночас частина мігрантів асимілюється з корейським етносом. За станом на 2009 рік, в Південній Кореї налічується 1 106 884 іноземних громадян, що більш ніж удвічі перевищує показники 2000 року. Серед представників національних меншин найбільше китайців (56,5 %), проте більшість із них («Joseonjok») декларують себе як нащадки та вихідці корейської національності. Приблизно 33 000 монголів. Вважається, що це найбільша монгольська діаспора. Іншим помітним явищем стала група жінок із Південно-Східної Азії, 41 % яких перебуває у шлюбі з корейськими фермерами (на 2006 р.). Є також 31 000 американців, а саме, американських військовиків, та близько 43 000 вчителів англійської мови різних національностей — з США, Канади, Австралії, Нової Зеландії, Великої Британії, Ірландії, Південної Африки, які тимчасово проживають у Кореї.

### Мови в країні
Корейська мова домінує в країні, нею говорить переважна більшість населення. Більшість сучасних лінгвістів класифікують корейську мову як ізольовану мову. Остання гіпотетично належить до алтайської мовної групи, хоча її класифікація й досі спірна. Корейська мова є офіційною в Південній Кореї. У державі існує офіційний регулюючий орган щодо вживання та вивчення корейської мови — Національний Інститут корейської мови (국립국어원), який було створено за наказом президента від 23 січня 1991 року в Сеулі.
Школярі в середній і старшій школі вивчають ще додатково другу іноземну мову (англійську починають викладати з 2 року навчання). Англійська мова широко викладається в початковій школі, середній школі та, як і раніше, викладається у вищих навчальних закладах. Більшість шкіл пропонують на вибір японську, китайську або німецьку мови, а студенти мають змогу вивчати базові знання зі всіх цих мов. Частина приватних академій та приватних шкіл впроваджують окремі уроки з вивчення інших світових мов: китайський діалект мандарин, японську, французьку, німецьку, російську, в'єтнамську, іспанську, іврит та арабську мови. Проте, основний акцент робиться на вивчення англійської мови для загальних цілей та світової тенденції.

### Релігії Південної Кореї
Корея — світська держава, в якій Релігія відділена від держави й школи. Конституція Корея гарантує свободу совісті та свободу віросповідання. У країні панує повна релігійна свобода.

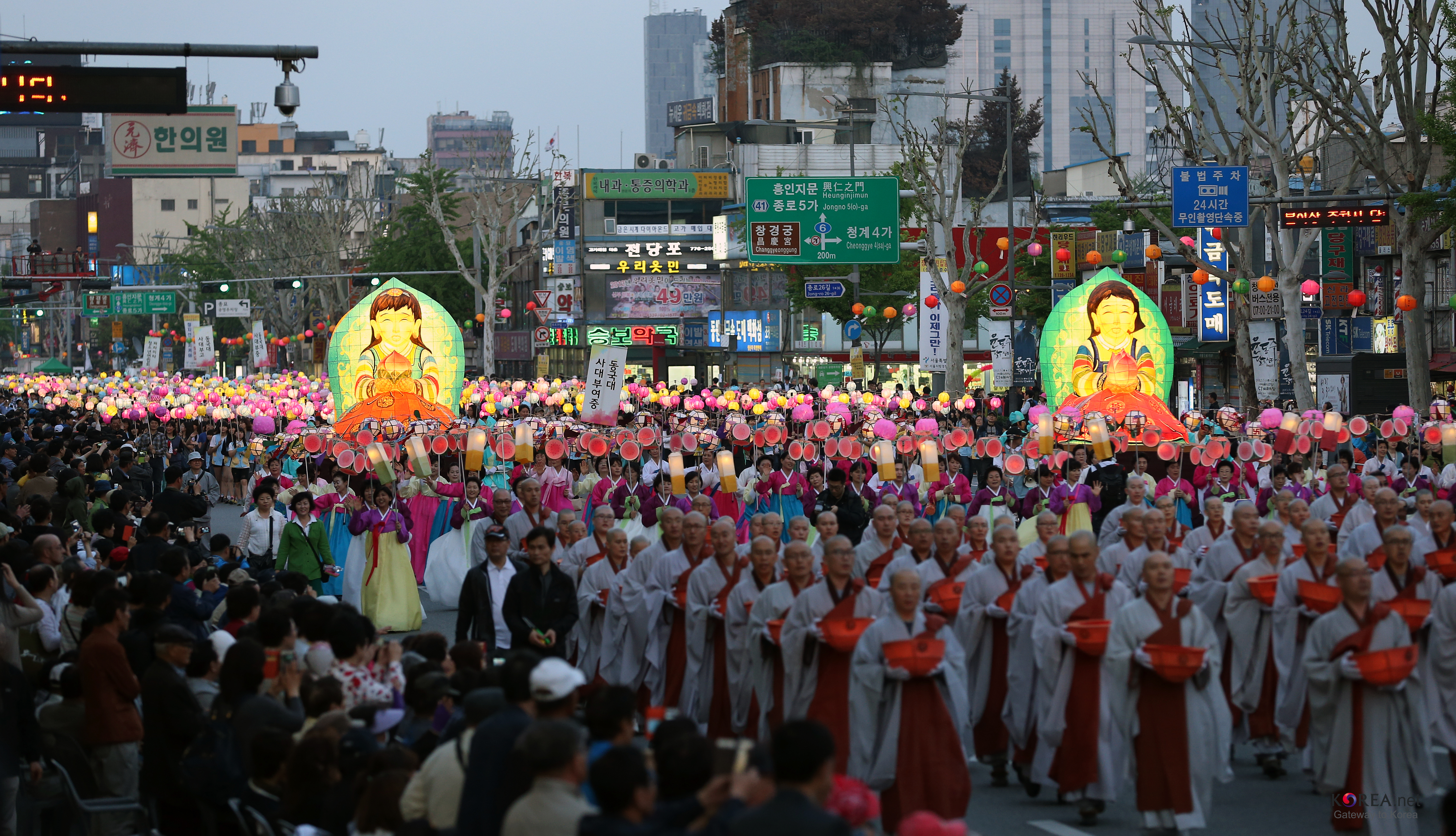
Святкування дня народження Будди в Сеулі

Більшість населення країни є атеїстами.
Основними релігіями корейців є християнство (католицизм, протестантизм, православ'я) та буддизм.
Релігійний склад населення:
- християн — 29,3 %. (протестанти, 17,8 % — католики, 10,9 %)
- буддисти — 22,9 %.

Початок проникнення християнства до Кореї сягає XVIII ст. Корейці познайомилися з ним у XVIII столітті, завдяки діяльності католицьких місіонерів Паризьке товариство закордонних місій. Перша католицька громада була створена у 1784 р. Римо-католицька церква на території Кореї нараховує 17 дієцезій, що опікуються 1734 парафіями. Римський папа Іоанн Павло II відвідав Корею у 1984 і 1989 роках.
Є також представники протестантських течій і сект: Пресвітеріани, методисти, баптисти, п'ятидесятники.
Православні християни також утворюють близько 0,005 % населення. Історично місія Православної церкви почала своє існування в початку XIX століття. Нині Православна церква в Кореї знаходиться в юрисдикції Константинопольського Патріархату. У державних органах церква зареєстрована як «Корейська православна церква».

### Урбанізація

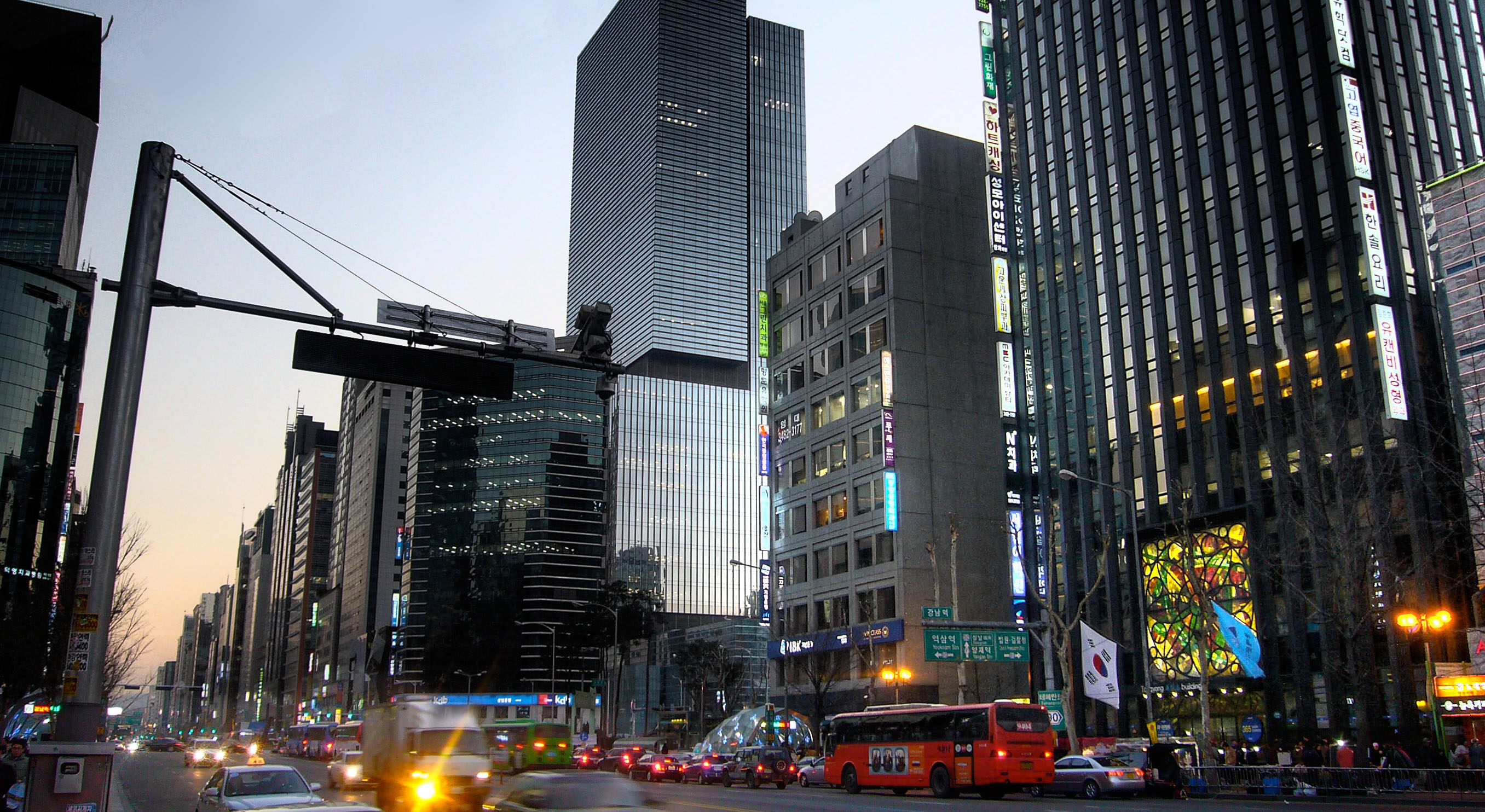
Сеул

Як і в інших нових індустріальних країнах, в Південній Кореї спостерігається швидке зростання міських районів, викликане міграцією великого числа людей з сільської місцевості. Ще у вісімнадцятому та дев'ятнадцятому століттях лише кілька поселень вважалися містами, а найбільшим був Сеул, що нараховував близько 190 тис. мешканців разом з околицями (у 2000 роках — понад 10 мільйонів). В останні роки династії Чосон і в перші роки японського колоніального правління міське населення Кореї складало не більше 3 % від загальної кількості корейців, що свідчило про глибоку сільську культуру в корейському суспільстві. Але першим поштовхом до урбаністичних процесів стали зовнішні фактори — після 1930 року Японія (за браком власних природних ресурсів) розпочала промисловий розвиток своєї колонії на Корейському півострові, особливо в північних провінціях, що прилягали до Маньчжурії. Від тоді, частина міського населення Кореї почала зростати та досягла 11,6 % в 1940 році. З 1945 по 1985 рік чисельність міського населення Південної Кореї збільшилося з 14,5 % до 65,4 % від загальної чисельності населення. А у 2000 році частина міського населення становить понад 78 %. Однак ступінь урбанізації в Південній Кореї, за цими цифрами не повністю проглядається, оскільки частка міського населення була визначена національним переписом населення та обмежується лише тими муніципалітетами, які чисельно досягли 50 000 мешканців і більше. Тоді як багато міст із населенням менше ніж 50000, міста-супутники Сеула та інших великих міст або гірських громад у північно-східній провінції Канвондо, які за світовими нормами та й з точки зору умов життя і заняття жителів вважаються міськими, але в корейських статистичних відомостях їх все ще офіційно класифікують як сільські райони.

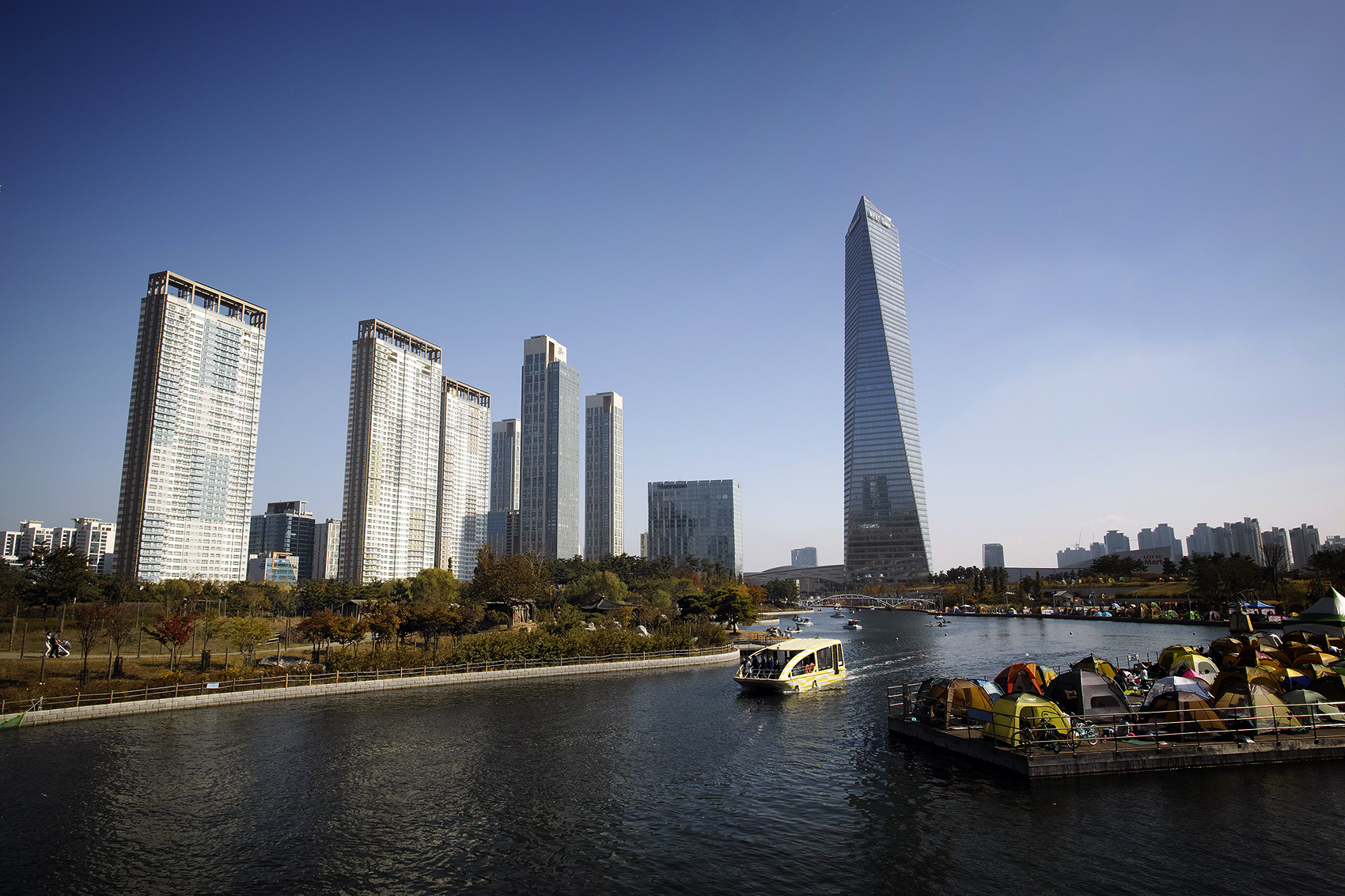
Інчхон

Велика частина збільшення міського населення було обумовлено внутрішньою міграцією в країні, а не природним приростом міського населення. У містах рівень народжуваності, в цілому, завше був нижчими, аніж у середньому по країні. У повоєнний період (середина 20 століття) сільські жителі покинули свої споконвічні села в пошуках ширших економічних та освітніх можливостей у містах. До кінця 1960-х років міграція стала серйозною проблемою, не тільки тому, що міста були страшно переповнені, але й тому, що сільські райони втрачали найбільше молодих і активних членів своїх громад. робочої сили.
У 1970 році уряд на чолі з Пак Чонхі приступив до впровадження програми дій — Ундонг Семаул (Saemaul undong), яка отримала в суспільстві наймення «Новий рух на Село» або «Рух Самаул» — це була політична ініціатива по модернізації сільської економіки Південної Кореї. Згодом ця ініціатива перетворилася в суспільний рух з метою виправити зростаючий розрив у рівні життя між міськими центрами країни, які швидко розвивалися завдяки промисловим ресурсам в економічному та культурному плані, і невеликих сіл, які як і раніше жили в убогості та ставали продуктивною базою (людською та ресурсною) для міських агломерацій. Пізніше цим проєктом були спрямовані найбільші зусилля на створення сільської інфраструктури, в результаті чого пройшла часткова модернізація сільського життя та побуту завдяки створенню навчально-культурних закладів, системи водопостачання, мостів і доріг у сільській місцевості.

### Міграційні процеси
Міграційні процеси відіграють важливу функцію в корейському суспільстві. Спочатку це була внутрішня міграція поміж різними територіями півострова та незначна племінна експансія в сторону островів чи на малозаселені території Півночі півострова та Маньчжурії. Згодом, в силу значного зростання кількості сільського населення (пов'язане з великою народжуваністю) постало питання його задіяння, і як наслідок, почалися процеси еміграції корейців у сусідні краї. Таким чином, на початку 20-го століття майже 2 мільйони корейців жили у Японії, 1,4 мільйона — у Маньчжурії, 600 000 — в Сибіру, 450 000 — в Китаї та ще 40 000 корейців були розкидані серед інших країн світу. Опісля воєн початку й середини 20-го століття частину корейців було репатрійовано з Японії та Маньчжурії.
Натомість починаючи з 1970 року, коли в Кореї почалися бурхливі економічні та суспільні процеси, вони вчергове викликали значні міграційні процеси. Окрім значної внутрішньої міграції, відбулася й суттєва еміграція корейців у різні країни світу в пошуках кращої долі. До кінця 1988 року налічувалося понад 4 мільйонів етнічних корейців, які проживають за межами півострова. Найбільша група, близько 1,7 мільйона осіб, живе в Китаї, більшість із них мають китайське громадянство. В країнах колишнього Радянського Союзу було близько 430 000 етнічних корейців. В Північній Америці понад 1,2 мільйона, Японії — 680 000, Центральній і Південній Америці — 785 000, на Близькому Сході — 62 000, Західній Європі — 40 000, Новій Зеландії — 30 000, інших азійських країн — 27 000, та Африки — 25 000. Обмежене число південнокорейських іммігрантів знайшло підтримку та влаштувалися в Чилі, Аргентині та інших латиноамериканських країнах.
Натомість лише незначна кількість іноземних громадян емігрували до Кореї. Після періоду війн XX століття, найбільше число іммігрантів склали вихідці з Північної Кореї, що тікали від комуністичного уряду КНДР та його утисків — але це були також етнічні корейці числом до 4 мільйонів осіб. Друга хвиля імміграції почалася з кінця 20-го століття, це вже була економічна імміграція до Кореї з менш розвинених країн, хоча й уряд країни намагається вести сувору політику щодо надання дозволу на перебування в державі. Таким чином у Кореї налічується офіційно лише 1 300 000 іноземних громадян (тоді як неофіційні цифри вказують, що ще така ж кількість іммігрантів перебувають у країні нелегально). Китайці становлять 700 000 (хоча нелегально їх налічують до 1 000 000), 33 000 — монгольських іммігрантів, від 50 000 до 10 000 жінок із Південно-Східної Азії, а також 31 000 американських військовиків та 43 000 вчителів іноземних мов та інших дисциплін у вишах та приватних школах, вихідців з США, Канади, Австралії, Новій Зеландії, Великої Британії, Ірландії, Південної Африки, які тимчасово проживають у Кореї.

## Економіка Південної Кореї

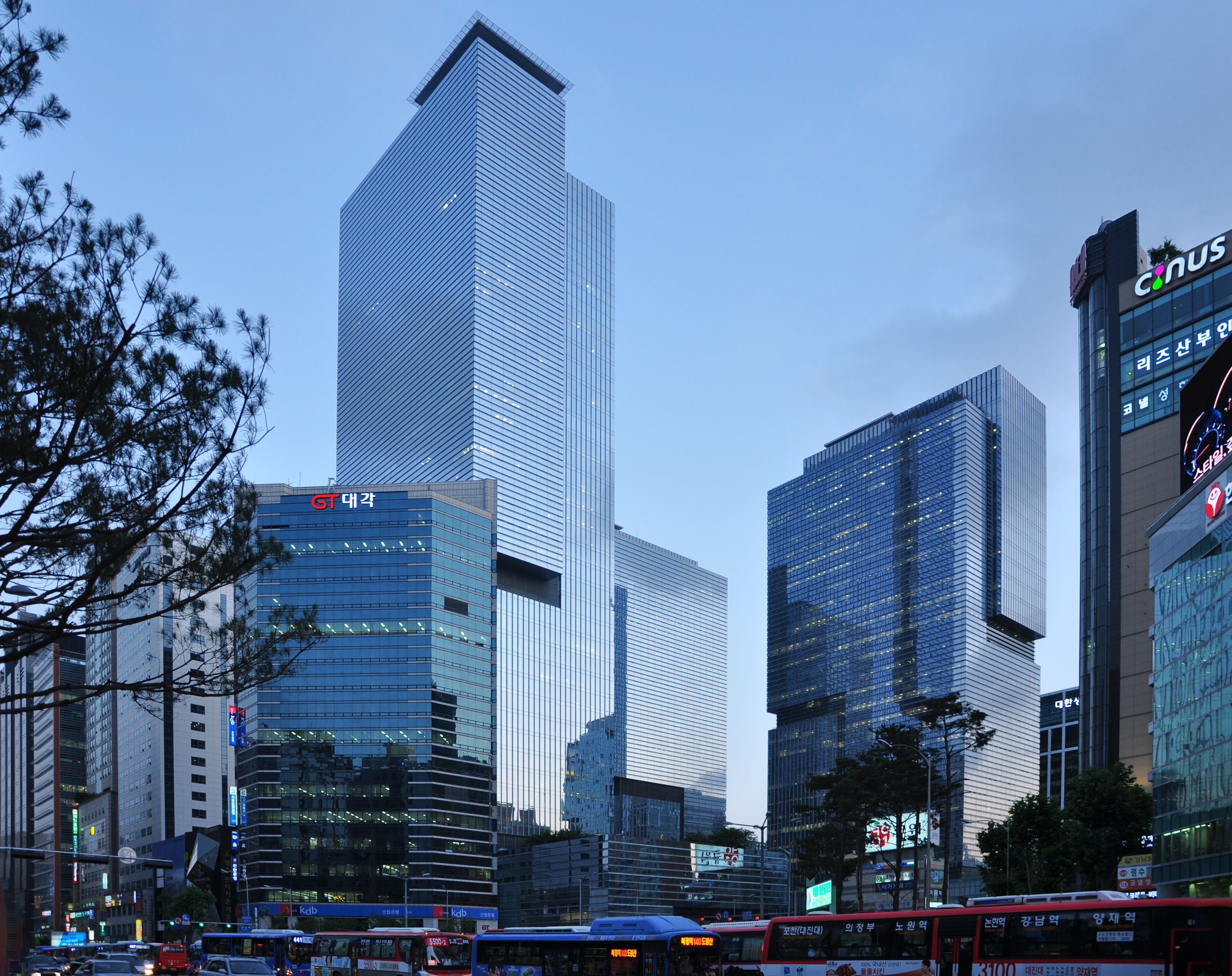
Штаб-квартира Samsung в місті Самсунг, розташована в Сочо-гу, Сеул

З 60-х років економіка Південної Кореї розвивається рекордними темпами. Рівень життя в країні зараз може бути прирівняний рівневі життя в менших країнах Європейського Союзу. Уряд країни сприяв імпорту сировини та нових технологій до країни коштом кінцевого продукту, заохотив ощадливість та капіталовкладення проти перевитрат капіталу. У 2005 році уряд країни запропонував економічні реформи. Зараз[коли?] країна має помірну інфляцію, у 2005 році вона становила 2,8 %. В країні відносно невеликий відсоток безробіття — 3,7 % у 2005 році. Південна Корея заробляє експортом товарів більше, ніж витрачає, чим демонструє свою стабільну економіку.
Валовий внутрішній продукт складається з таких основних секторів — сільське господарство 3,3 %, промисловість 40,3 %, послуги 56,3 % (на 2005 рік).

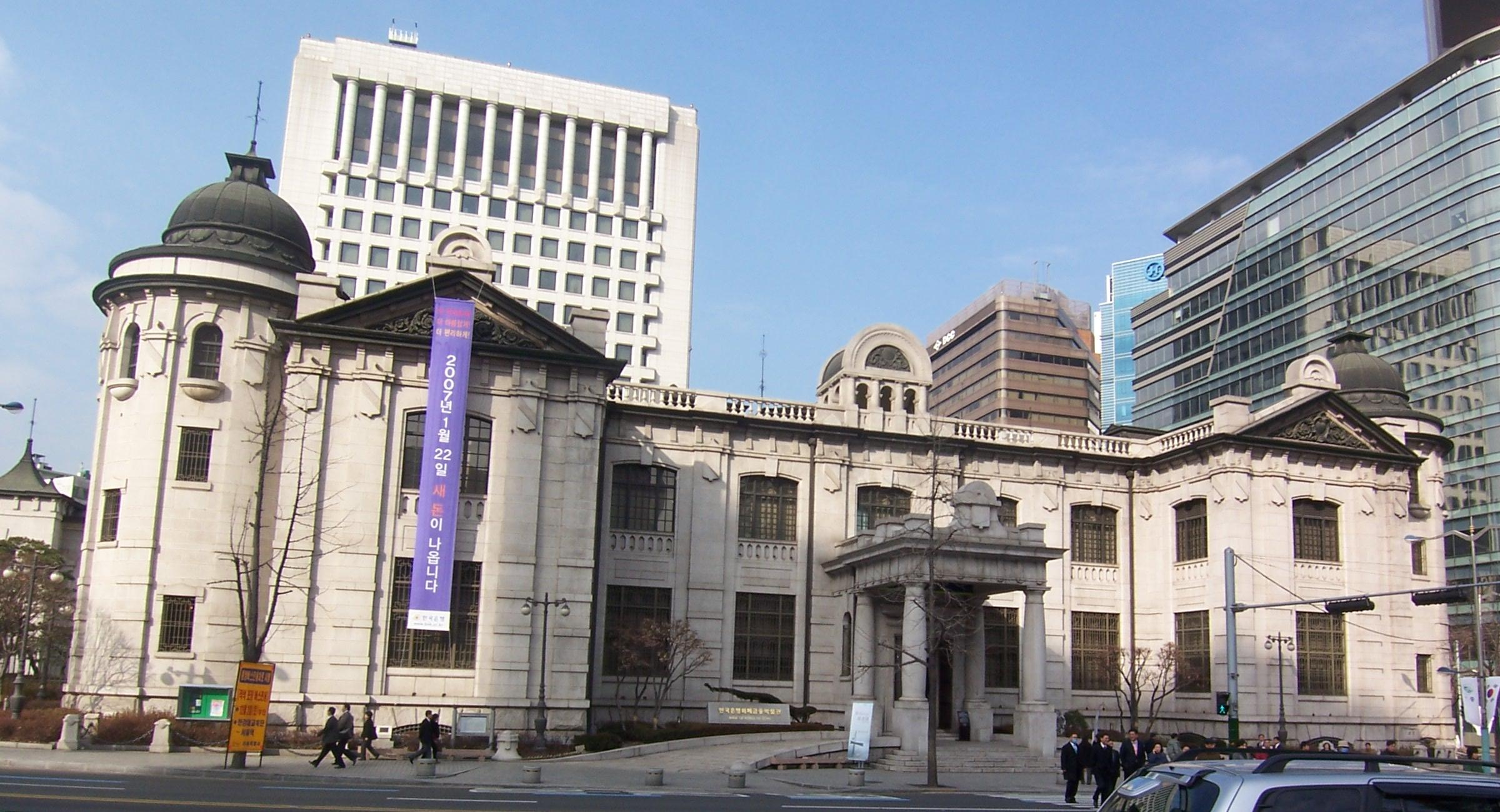
Банк Кореї, центральний банк Південної Кореї та емітент південнокорейського вона

Розподіл робочих місць на 2005 рік такий — сільське господарство 6,4 %, промисловість 26,4 %, послуги 67,2 %. Сільськогосподарські товари — рис, коренеплоди, ячмінь, фрукти і овочі, велика рогата худоба, свині, птахи, молочні продукти, яйця, риба.
Головні промисловості країни — електронна, телекомунікації, автомобільна, хімічна, суднобудівна, сталепрокатна.
Експортує напівпровідники, прилади для бездротового зв'язку (телефони), автомобілі, комп'ютери, сталь, суднобудівну продукцію, нафтопереробну продукцію. Партнери в експорті у 2005 році — Китай 21,8 %, США 14,6 %, Японія 8,5 %, Гонконг 5,5 %.
Імпортні товари — машини та механізми, електроніка, транспортне обладнання, технічна олива, сталь, органічні хімікати, пластик.
Партнери в імпорті у 2005 році були Японія 18,5 %, Китай 14,8 %, США 11,8 %, Саудівська Аравія 14,8 %.
Країна посіла 8-ме місце в рейтингу Світового банку «Doing Business» за 2013 рік.

## Інфраструктура

### Транспорт
Південна Корея має технологічно розвинену транспортну мережу, що складається з високошвидкісних залізниць, шосейних доріг, поромних перевезень, автобусних і повітряних маршрутів, які перетинають країну. Корпорація Korea Expressway Corporation експлуатує платні магістралі та сервісні послуги.

### Наука та інформаційно-комунікаційні технології

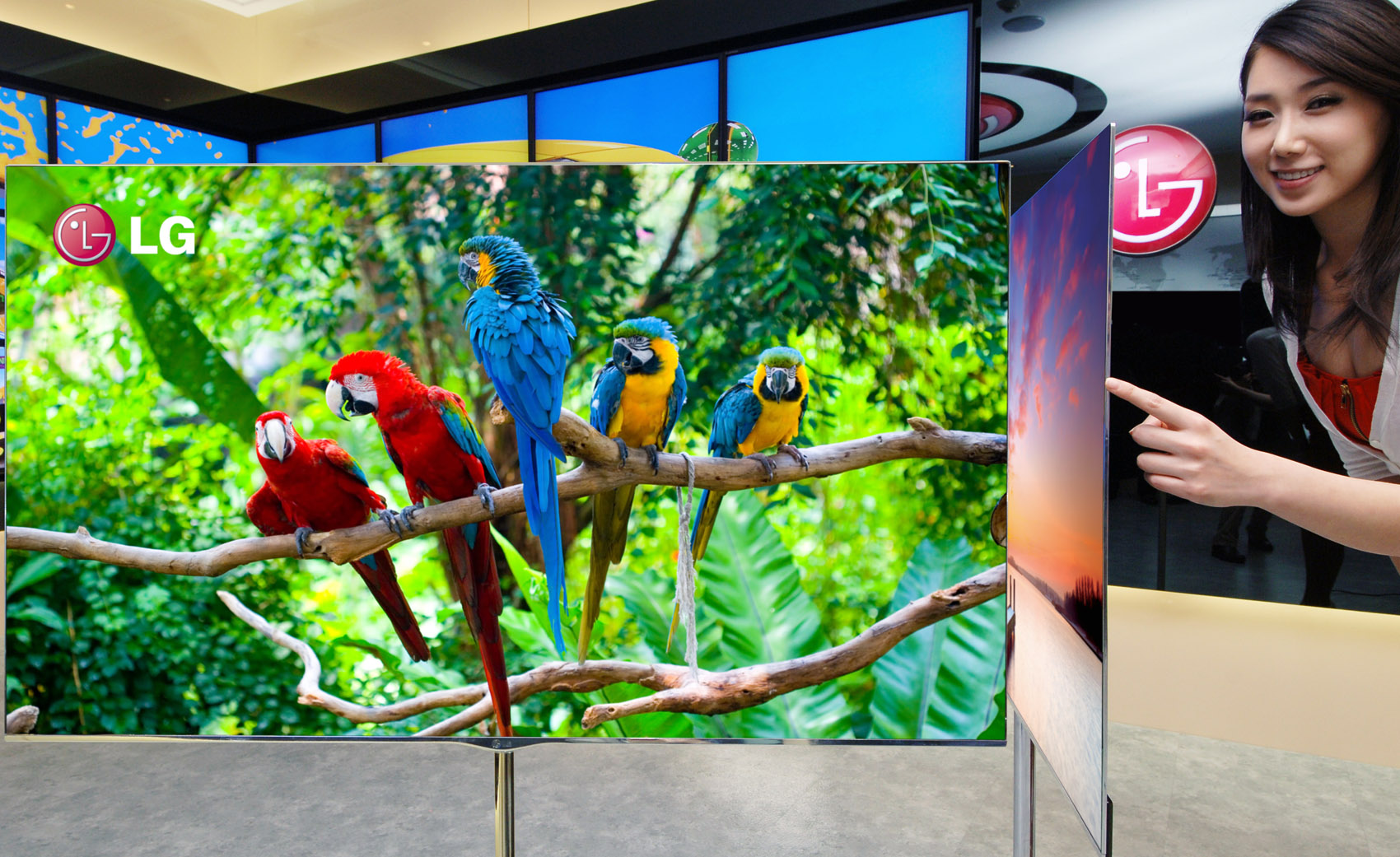
3D OLED-телевізор, виготовлений південнокорейською компанією LG Display — найбільшим у світі виробником LCD і OLED-дисплеїв.

Науково-технологічний розвиток у Південній Кореї спочатку відбувався повільно через більш нагальні питання, такі як поділ Кореї та Корейська війна, що розпочалася одразу після здобуття незалежності. Лише в 1960-х роках, за часів диктатури Пак Чон Хі, економіка Південної Кореї почала стрімко зростати завдяки індустріалізації та розвитку чеболів, таких як Samsung, LG і SK. Відтоді Південна Корея зосередила свою увагу на технологічних корпораціях, що підтримується урядовими інфраструктурними проєктами.
Південна Корея лідирує серед країн ОЕСР за кількістю випускників у сфері науки та інженерії. З 2014 по 2019 рік країна займала перше місце серед найбільш інноваційних країн у Bloomberg Innovation Index. У 2024 році вона посіла 6-те місце в Global Innovation Index. Сьогодні Південна Корея відома як платформа для розвитку мобільного ринку, який дозволяє розробникам використовувати переваги ринку з мінімальними технологічними обмеженнями. Спостерігається зростання кількості нових медіаплатформ і мобільних додатків, що використовують інфраструктуру 4G та 5G. Завдяки розвиненій інфраструктурі, яка забезпечує високий рівень населення та культурних зв’язків, а також високим прибуткам, виключно південнокорейські технологічні стартапи досягають оцінки в понад 1 мільярд доларів, що зазвичай характерно для стартапів, які розширюються на кілька країн.
Загальні витрати на наукові дослідження та розробки зросли з приблизно 3,9% від валового внутрішнього продукту (ВВП) у 2013 році до понад 4,9% у 2022 році, що стало другим найвищим показником у світі після Ізраїлю, який витрачав 5,9%. У 2023 році уряд оголосив про скорочення витрат приблизно на 11% у 2024 році та намір перерозподілити ресурси на нові ініціативи, зокрема розвиток ракетних технологій, біомедичних досліджень і впровадження американської моделі біотехнологічних інновацій.

### Космонавтика Південної Кореї
21 червня 2022 року відбувся другий випробувальний запуск ракети-носія KSLV-II («Нурі») вітчизняного корейського виробництва, який дозволив успішно вивести на орбіту кілька супутників. Ракета стартувала з космічного центру «Наро» на південному узбережжі Південної Кореї о 16:00 за місцевим часом (07:00 GMT). Ракета піднялася на задану висоту 700 км та вивела на орбіту декілька супутників. Насамперед, це супутник масою 162,5 кг для перевірки характеристик і вантажопідйомності самої ракети, який після відокремлення від носія, успішно встановив контакт з базовою станцією в Антарктиді. Також у космос було піднято чотири маленькі кубічні супутники від різних університетів. За заявою Корейського інституту аерокосмічних досліджень (KARI), до 2027 року планується провести ще чотири випробувальні запуски ракети «Нурі». Зазначена ракета-носій відіграє ключову роль у створенні південнокорейської системи супутникової навігації та зв'язку 6G. Таким чином, Південна Корея стала сьомою космічною державою у світі після США, Російської Федерації (СРСР), Франції, Японії, Індії та Китаю.
21 червня 2022 року, Південна Корея здійснила успішний запуск першої ракети-носія власного виробництва «Нуріхо» (KSLV-II), яка вивела на орбіту безпілотний космічний апарат «Danuri», також відомий як Korea Pathfinder Lunar Orbiter (KPLO). 28 грудня 2022 року, Міністерство науки й інформаційно-комунікаційних технології Південної Кореї повідомило, що «Danuri» був захоплений гравітацією Місяця і почав обертатися навколо нього. Після 145-денної подорожі від Землі до Місяця, «Danuri» почав обертатися навколо Місяця зі швидкістю 1,62 кілометра на секунду за регулярний двогодинний цикл. Космічний апарат вимірюватиме рельєф місцевості, силу магнітного поля, гамма-промені та інші властивості місячної поверхні за допомогою шести бортових приладів під час своєї річної місії. Наприкінець 2023 року, «Danuri», який цілий рік кружляв навколо Місяця, показав дещо, що попередні місії не помітили. Замість фокусу на локальних магнітних полях, як це роблять космічні апарати інших країн, «Danuri» виявив провідність на зворотному боці Місяця. Цей феномен викликає додаткові запитання, на які вчені ще не готові відповісти. Загалом, місію «Danuri», продовжено до 2025 року.
25 травня 2023 року, південнокорейська ракета-носій KSLV-II («Нуріхо») успішно вивела на орбіту вісім супутників, — про це повідомило міністерство науки та інформаційно-комунікаційних технологій Республіки Корея. Запуск було здійснено о 18:24 за місцевим часом (о 12:24 кв. м) з космодрому «Наро».
1 грудня 2023 року, згідно повідомлення агентства Associated Press, Південна Корея запустила свій перший військовий супутник-шпигун. Космічний апарат був виведений ракетою-носієм Falcon 9 компанії SpaceX, запуск якої відбувся з каліфорнійської авіабази «Ванденберг».

## Спорт
Окрім тхеквондо в Кореї популярні стрільба з лука, стрільба, настільний теніс, бадмінтон, шорт-трек, гандбол, хокей на траві, вільна боротьба, бейсбол, дзюдо, футбол, ковзанярський спорт, фігурне катання та важка атлетика. Зрештою, корейці вважаються спортивною нацією й доволі успішно представляють свою країну на міжнародних світових спортивних форумах. Також багато нових видів спорту пізнає корейське суспільство й природна схильність до спорту та загальна фізична культура (що культивується корейським суспільством) призводить до подальших успішних виступів корейських спортсменів навіть ще в недавно освоєних видах спорту (бокс, марафон, зимові види спорту, плавання).

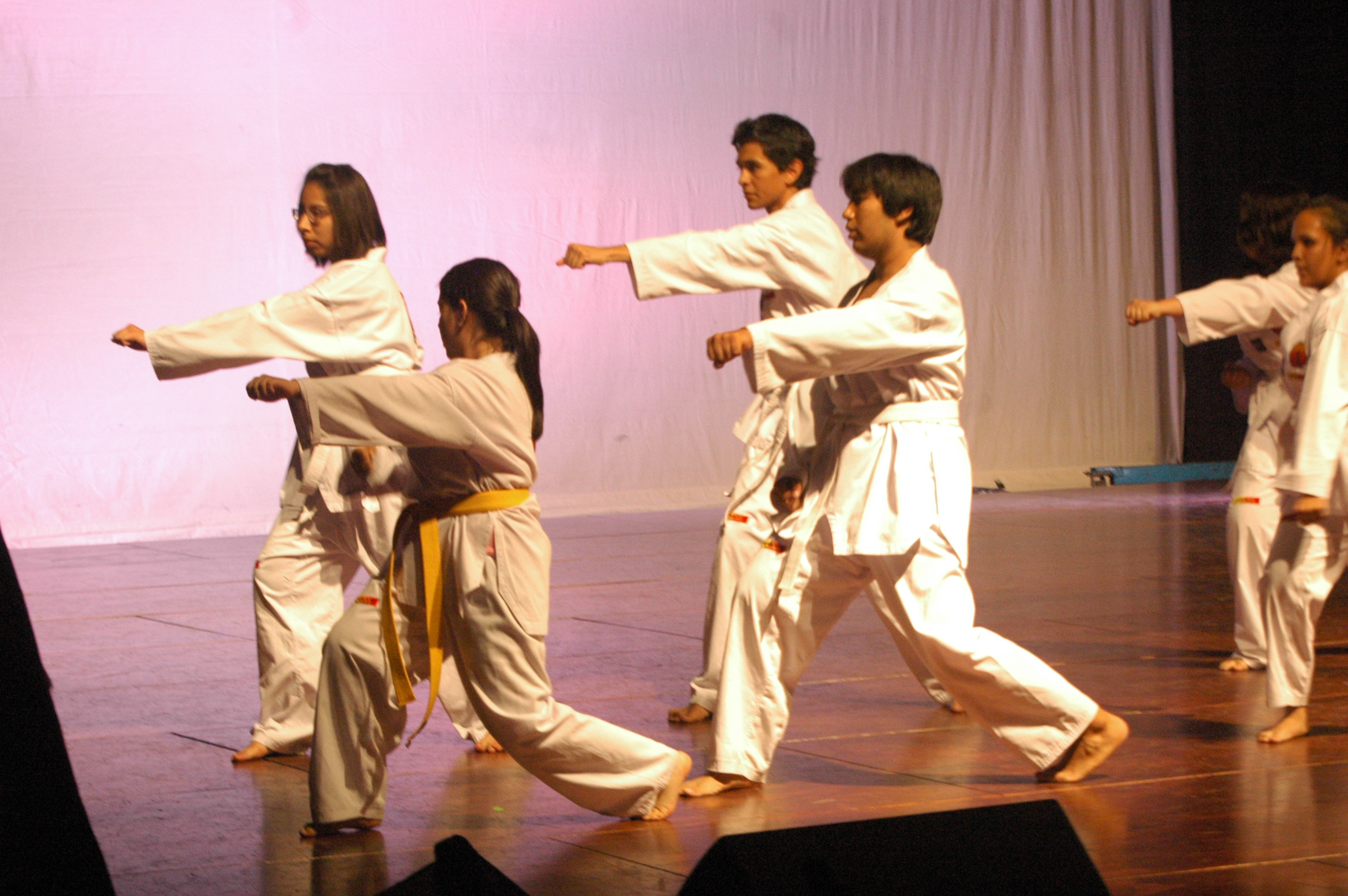
Тхеквондо

### Корейські види спорту

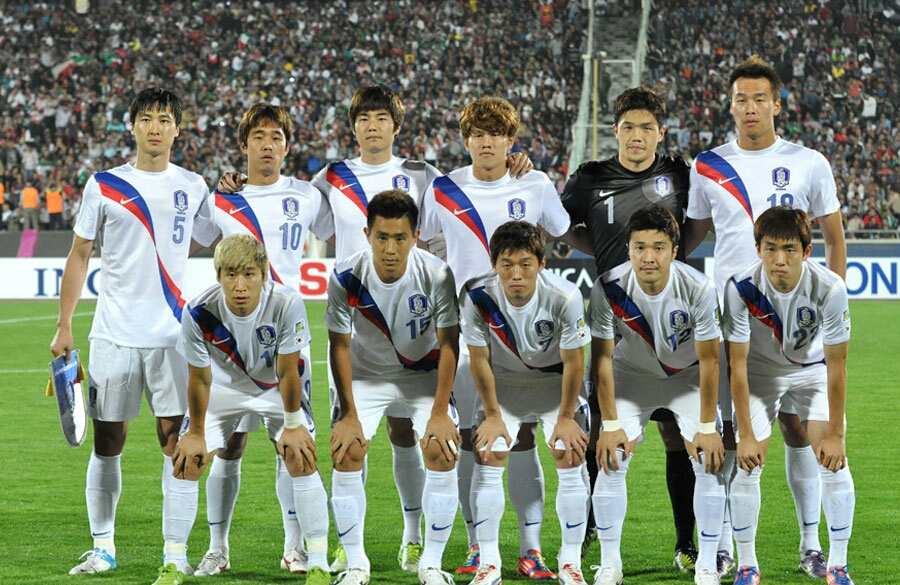
Збірна Південної Кореї з футболу

Тхеквондо (Taekwondo) — популярне бойове мистецтво потрапило в Корею з Окінави, адаптоване корейцями японське бойове мистецтво карате. Тхеквондо характеризується специфічною технікою ніг і рук (кулаки), хоча акцент лежить на його ударні особливості. Саме походження цього мистецтва простежується ще з I століття до н. е., а найбільшої популярності зажило після Другої світової війни коли стало основним елементом військової підготовки в Кореї. А в 1961 році правила тхеквондо були уніфіковані заради спортивних цілей та ширшого суспільного вжитку, а 2000 році стало офіційним олімпійським видом спорту.
Теккьон (Taekkyeon) — традиційне бойове мистецтво, що простежується в Кореї в період Коґурьо (Goguryeo) в 4 столітті. Його особливістю є використання відкритих руки та ніг, в той час, як використання ударів кулаками не допускається. А самі рухи виглядають більш плавними, на відміну від криволінійних у тхеквондо.
Хапкідо (Hapkido) — інше бойове мистецтво Кореї, хоча й не настільки популярне, як тхеквондо. Мистецтво хапкідо простежується в період «Трицарства» і походить від японського бойового мистецтва Айкідзюцу (Айкі-дзюдзюцу), з якого виникло і відоме багатьом Айкідо.
Інші відомі корейські бойові мистецтва — танґ су до (tang soo do), кук сул вон (kuk sool won), кумдо (kumdo) і субак (subak). Корейська боротьба Шірим (Ssireum) близька до боротьби сумо з Японії. Її особливість — боротьба триває на піщаному колі, а суперник, який кине свого супротивника на землю перемагає.

### Популярні спортивні види
Футбол є найпопулярнішим командним видом спорту в Кореї. Збірна Південної Кореї з футболу вісім разів пробивалася до фінальної частини Чемпіонату світу з футболу (що є азійським рекорд). K-Ліга (K-League) є найстарішою професійною футбольною лігою в Азії. Починаючи з 2000 років численні корейські футболісти, підкоривши японську лігу, показують свої таланти в найсильніших клубах Європейських футбольних ліг. Корейські збірні команди з футболу вважаються найсильнішими командами Азії (чому сприяють численні перемоги на Азійських турнірах та багато інших призових місць), а на «домашньому» світовому футбольному форумі-мундіалі команда здобула 4-те місце. Добиватися таких успіхів сприяє величезна кількість маленьких аматорських футбольних команд, які є активними й дуже популярними у своїх місцевостях та беруть участь у численних спортивних змаганнях-турнірах.
Другим за популярністю є бейсбол. Він був введений в 1905 році американськими місіонерами та культивується по сьогодні. Професійні бейсбольні команди, належать великим конгломератам (чаеболам) та змагаються під егідою Корейської Бейсбольної Організації. Корейська бейсбольна команда виграла золоту медаль на Олімпіаді-2008 та регулярно бере участь в Уорлд Бейсбол Класик, здобуваючи там призові місця і багато хто вважає її однією з найкращих бейсбольних країн світу. Баскетбол — ще один вид спорту «імпортований» з США набирає популярності у Південній Кореї, створені професійні баскетбольні команди змагаються в корейській баскетбольній лізі.

Популярний у всій Азії, у бадмінтон грають більшість корейців. Бадмінтонні майданчики можна знайти в багатьох парках та місцях відпочинку корейців. Корейські бадмінтоністи найчастіше потрапляють у фінали регіональних та світових чемпіонатів. Боулінг став також дуже популярним видом спорту в Південній Кореї, з безліччю місцевих ліг, перетворившись із сімейної розваги в спортивний вид. Настільний теніс також входить у десятку популярних видів спорту в Південній Кореї, а особливо в юнацькому та дитячому середовищі, тому підтвердженням є невеликі ліги в багатьох університетах країни та шкільні тенісні клуби.

Виконком Міжнародного олімпійського комітету обрав місцем проведення зимової Олімпіади-2018 південнокорейський Пхьончхан.

Після 2000 років дуже популярним став гольф, і вважається, що це пов'язане з тим, що гольф вважається символом певного суспільного статусу. Членство в гольф-клубах у Південній Кореї значно дорожче, ніж у Японії чи США. А гольфісти з Кореї досягають значних успіхів на світових змаганнях і особливо в жіночому гольфі (47 кореянок займають чільні позиції у світових рейтингах). Також дуже популярним, але уже для всіх верств суспільства, стали риболовля і туризм у Південній Кореї. А в міській культурі досі велике значення має гімнастика, як оздоровча, так й професійна.

### Світові спортивні форуми в Кореї
Значний економічний та людський ресурс та природне зацікавлення корейцями до спорту спричинили до проведення доволі часто на території Кореї чисельних спортивних світових форумів.
У 1988 році в Південній Кореї пройшли літні Олімпійські ігри, саме в Сеулі національна олімпійська команда здобула найбільшу кількість медалей за всю свою історію на олімпіадах — 12 золотих медалей, 10 срібних і 11 бронзових медалей. В Південній Кореї проходили літні Азійські ігри: в Сеулі в 1986 році та в Пусані у 2002 році, і пройшло ще раз у 2014 році в Інчхоні. Корея також проводила зимові Азійські ігри в 1999 році та Зимову Універсіаду в 1997 році, літню Універсіаду у 2003 році.
У 2002 році ФІФА проводило фінальну частину Чемпіонату світу з футболу, це дійство було організовано спільно Південною Кореєю і Японією, а команда Кореї, вперше досягла півфіналу турніру, як представник азійського континенту. Південнокорейські спортсмени завоювали найбільше медалей на зимових Олімпійських іграх, а ніж будь-яка інша азійська країна — в цілому 45 медалей (23 золотих, 14 срібних і 8 бронзових). Тому розвинена інфраструктура та успіхи корейців у зимових видах спорту спонукали на номінацію країни як господаря зимової Олімпіади, але в залаштунковій «олімпійській боротьбі» корейське місто Інчхон поступилося російському місту Сочі в проведенні Олімпіади 2014 року. Вдалося стати столицею зимової Олімпіади Пхьончхану. 6 липня 2011 року в ході сесії Міжнародного олімпійського комітету (МОК) в південноафриканському Дурбані було прийнято рішення, що Зимові Олімпійські ігри 2018 року пройдуть у південнокорейському місті.
У 2010 році Південна Корея прийняла свій перший в історії тур «Формули 1», що пройшов на Міжнародному автодромі в Йонгам, близько 400 кілометрів на південь від Сеула. У 2011 році південнокорейське місто Тегу прийняло Чемпіонат світу з легкої атлетики.

## Свята та вихідні дні
Докладніше: Свята Південної Кореї
- 1 січня — Новий рік
- 1-й день 1-го Місяця — Корейський Новий Рік
- 1 березня — День проголошення Незалежності Кореї
- 5 травня — День захисту дітей
- 8-й день 4-го Місяця — День народження Будди
- 6 червня — День пам'яті
- 17 липня — День Конституції
- 15 серпня — День звільнення
- 15-й день 8-го Місяця — Чхусок
- 3 жовтня — День заснування Південної Кореї
- 9 жовтня — День Хангилю
- 25 грудня — Різдво Христове